# Johann Jakob Hill
Johann Jakob Hill (* 3. November 1730 in Nieder-Ramstadt; † 18. April 1801 auf der Marksburg bei Braubach) war ein hessischer Ingenieur und Architekt des 18. und 19. Jahrhunderts.

## Leben und Werk
Johann Jakob Hill erhielt seine Ausbildung in der Feldmesserei und sieben Jahre lang als Architekt durch den Oberingenieur Karger.
Seit dem Jahr 1750 durfte Hill als Landmesser arbeiten.
Im Jahr 1761 wurde Hill zum Ingenieur ernannt, vier Jahre später zum Ingenieur-Leutnant.
Wiederholte Zusammenstöße mit Hofbaumeister Philipp Mann und Johann Martin Schuhknecht führten 1772 zu seiner Entlassung.
Nach dem Ausscheiden von Mann und der Entlassung von Staatsminister Friedrich Carl von Moser bemühte sich Hill um seine Rehabilitierung.
Im Jahr 1785 wurde er als Kommandant auf die zu Hessen-Darmstadt gehörende Veste Marksburg hoch über Braubach am Rhein versetzt, wo er bis zu seinem Tod blieb.
Zu seinen Werken zählen die Erbauung des Schlosses Braunshardt, die intensive Mitarbeit bei der Planung und Errichtung des Exerzierhauses, die Erstellung eines Plans für die westliche Vorstadt. Der Plan für die westliche Vorstadt wurde später von Georg Moller in vereinfachter Form realisiert.
Bekannt wurde Hill aber vor allem durch den von ihm mit Hilfe seines künstlerisch begabten Sohnes Friedrich Jakob Hill gezeichneten „Prospect des Hochfürstlichen Residenz-Schlosses und Haupt Stadt Darmstadt nebst Bessungen und umliegender Situation“ (kurz: „Hillsche Prospect“).
Der „Hillsche Prospect“ ist eine Stadtansicht, mit deren Herstellung ihn Prinzessin Wilhelmine (1755–1776), Tochter Ludwigs IX. und Gattin des russischen Thronfolgers Paul, beauftragt hatte. Diese nach ihm benannte Stadtansicht findet sich in nahezu jeder Darstellung zur Darmstädter Geschichte.

## Bildergalerie

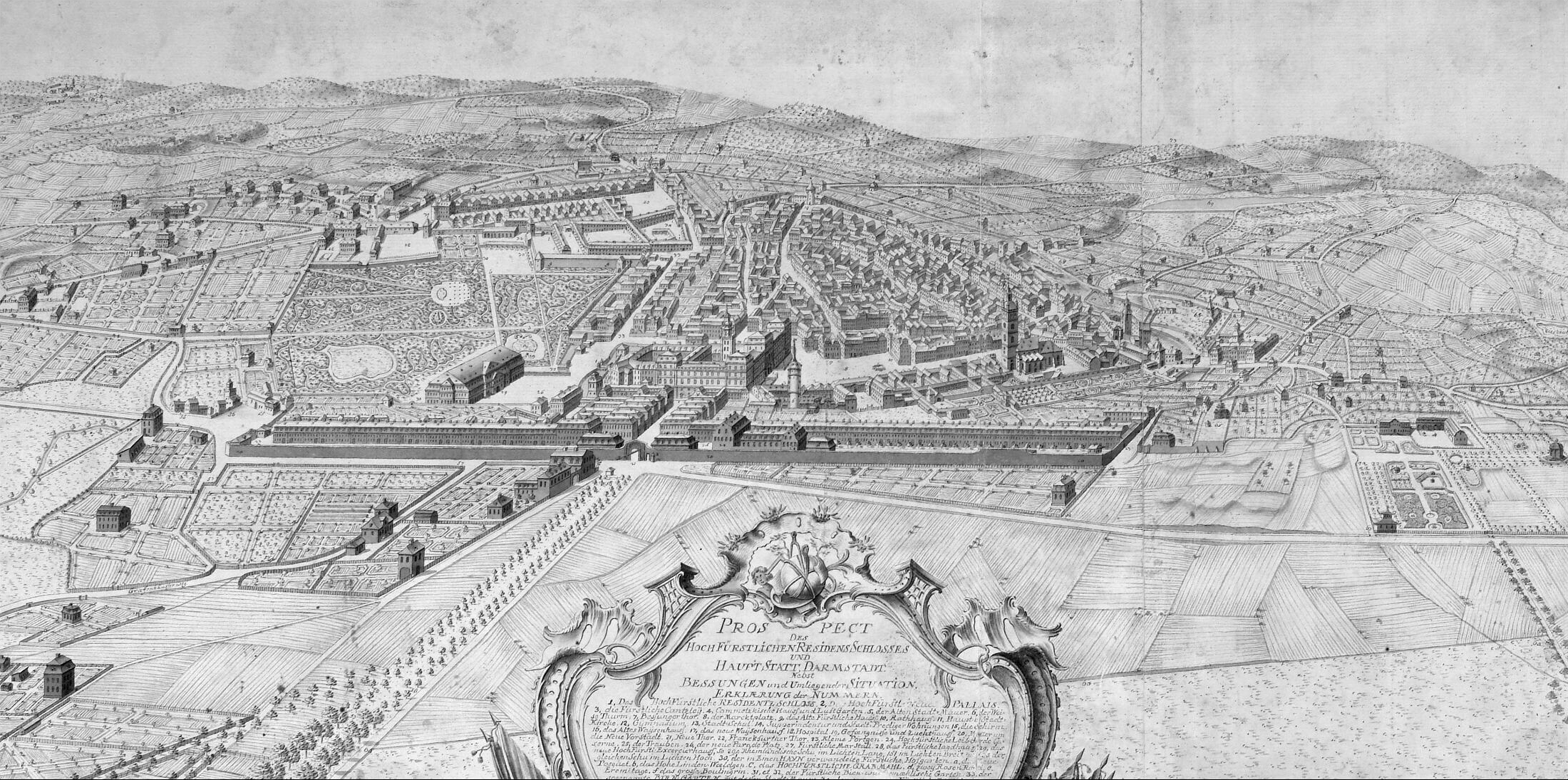
Prospect des Hochfürstlichen Residenzschlosses und Hauptstadt Darmstadt (1776)
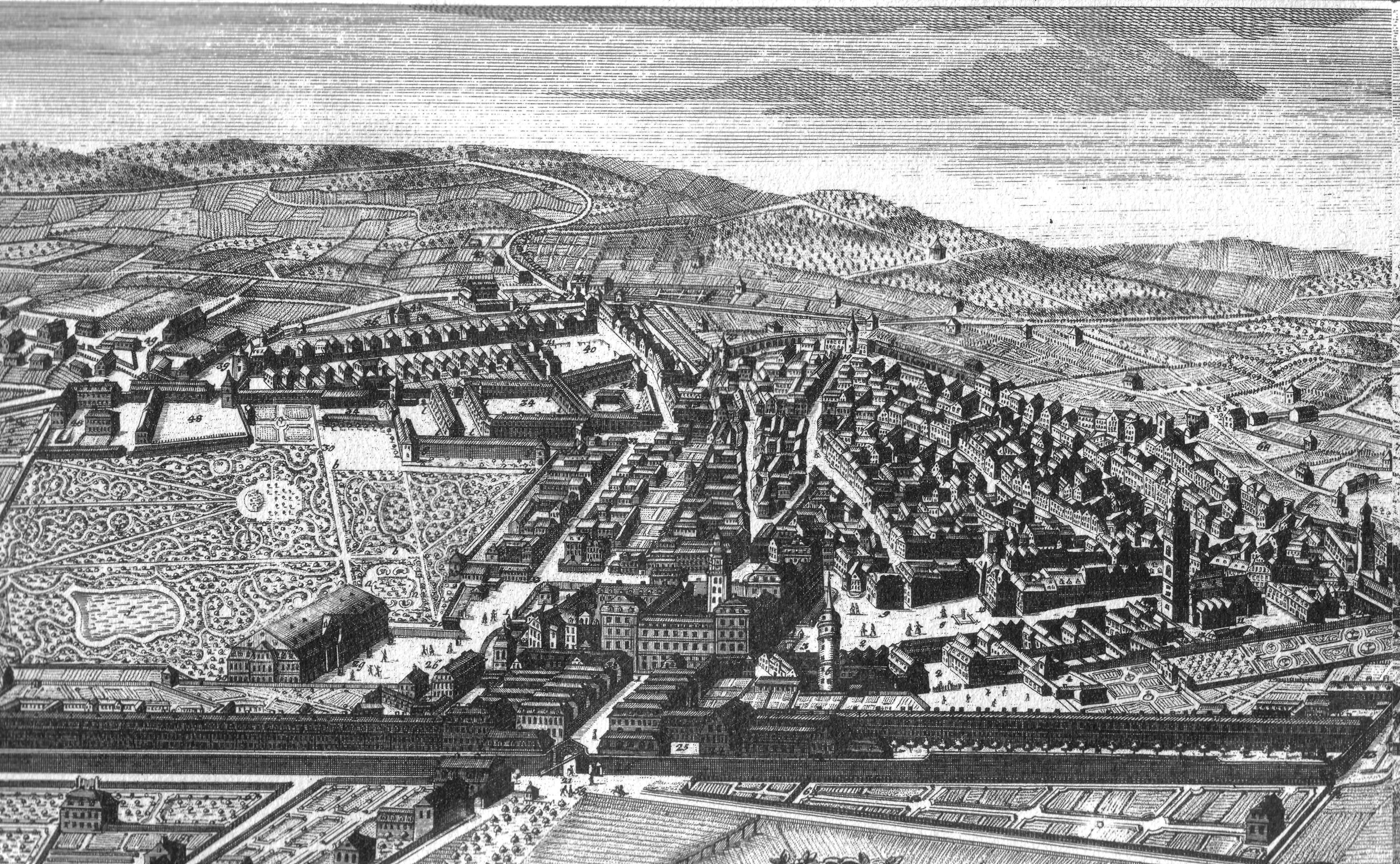
Historische Stadtkarte Darmstadt (1776)